# Преко мртвих
„Преко мртвих” је југословенски ТВ филм из 1969. године. Режирао га је Предраг Бајчетић, а сценарио су написали Душан Николајевић и Васа Поповић.

## Улоге
| Глумац             | Улога                   |
| ------------------ | ----------------------- |
| Сима Јанићијевић   | Јаков Стојановић        |
| Рахела Ферари      | Зорка Стојановић        |
| Љуба Тадић         | Стеван Јаковљевић       |
| Дара Чаленић       | Смиља Стојановић, ћерка |
| Мира Ступица       | Христина Петровић       |
| Предраг Тасовац    | Господин Мика           |
| Милан Лане Гутовић | Драгослав Стојановић    |
| Светлана Бојковић  | Олга                    |